# بیمارستان نبی اکرم (زاهدان)
بیمارستان نبی اکرم بیمارستانی است درمانی وابسته به نیروی زمینی سپاه پاسداران انقلاب اسلامی واقع در زاهدان، استان سیستان و بلوچستان که در سال ۱۳۹۵ شمسی تأسیس گردید. 